# Balboa (Panama)
Balboa is een stadswijk (barrio urbano) en haven in de deelgemeente (corregimiento) Ancón van de gemeente (distrito) Panamá. De plaats werd opgericht door de Verenigde Staten tijdens de bouw van het Panamakanaal. Tot 1979 was Balboa de hoofdplaats van de Panamakanaalzone. De plaats is vernoemd naar Vasco Núñez de Balboa, de leider van de eerste expeditie die de Grote Oceaan vanuit het westen bereikte.
Balboa ligt nabij de ingang van het Panamakanaal bij de Grote Oceaan. De plaats ligt circa 10 kilometer ten zuidwesten van de hoofdstad Panama-Stad. De Franse bouwers van het Panamakanaal zagen de voordelen van de locatie en stichtte een haven, La Boca. Na de overname door de Verenigde Staten werden de havenfaciliteiten verbeterd en uitgebreid en gaven het de naam Ancon. In 1909 kwam de haven in gebruik en speelde een belangrijke rol bij de aanvoer van bouwmateriaal en materieel noodzakelijk voor de aanleg van het kanaal door Panama.
De plaats lag in de Panamakanaalzone en stond onder Amerikaanse beheer. Tussen 1979 en 1999 is het beheer, in stappen, overgegaan naar de Panamese regering. Vanaf begin 2000 staat de haven onder Panamees beheer. 

## Haven van Balboa
Balboa is tegenwoordig een belangrijke containerhaven en ligt strategisch aan het begin van het Panamakanaal. De haven heeft een oppervlakte van 182 hectare en telt zes aanlegplaatsen voor schepen, waarvan vier speciaal ingericht voor containerschepen. De kade heeft een totale lengte van 2.400 meter en schepen met een maximale diepgang van 16 meter kunnen aanmeren. Op het terrein staan 10 post-Panamax containerkranen en acht Panamax kranen. De haven heeft een aansluiting met de Panamaspoorweg waarover containers naar het noorden worden vervoerd, naar de zusterhaven bij Colón. Vanaf 1997 is de Panama Ports Company (PPC) de beheerder van de haven. In dat jaar verkreeg PPC een concessie voor een periode van 25 jaar voor het beheer van de haven. PPC maakt onderdeel uit van Hutchison Port Holdings.